# Стары-Бидачув
Стары-Бидачув (пол. Stary Bidaczów) — деревня в Билгорайском повете Люблинского воеводства Польши. Входит в состав гмины Билгорай. По данным переписи 2011 года, в деревне проживало 325 человек.

## География
Деревня расположена на юго-востоке Польши, в пределах Сандомирской низменности, на правом берегу реки Лада, на расстоянии приблизительно 11 километров к юго-западу от города Билгорай, административного центра повета. Абсолютная высота — 180 метров над уровнем моря. К северу от населённого пункта проходит региональная автодорога 858.

## История
Деревня была основана в XVII веке. В 1827 году насчитывалось 30 домов и 289 жителей. Согласно «Военно-статистическому обозрению Российской Империи», в 1847 году в деревне Бодачев проживало 585 человек. В административном отношении деревня входила в состав Замостского уезда Люблинской губернии Царства Польского.
Согласно данным переписи 1921 года, население Стары-Будачева составило 311 человек, проживавших в 61 доме. В период с 1975 по 1998 годы входила в состав Замойского воеводства.

## Население
Демографическая структура по состоянию на 31 марта 2011 года:
|         | Всего | До трудоспособного возраста | Трудоспособного возраста | Старше трудоспособного возраста |
| ------- | ----- | --------------------------- | ------------------------ | ------------------------------- |
| Мужчины | 164   | 39                          | 112                      | 13                              |
| Женщины | 161   | 31                          | 96                       | 34                              |
| Всего   | 325   | 70                          | 208                      | 47                              |